# Adolph B. Benson
Adolph B. Benson, ursprungligen Adolf Berndt Bengtsson, född 22 november 1881 och död 1962, var en svensk-amerikansk filolog och litteraturhistoriker.
Bensson kom tidigt till USA, där han erhöll skol- och universitetsutbildning. Han blev 1914 docent i tyska vid Yale university, New Haven, och blev 1920 extraordinarie professor i tyska och skandinaviska språken och litteraturen. Bensons forskar och författargärnning har främst varit inriktad på studiet av de svensk-amerikanska kulturförbindelserna. Bland hans skrifter och översättningar märks Swedish romanticism (1914), Carl Jonas Love Almqvist, Sara Videbeck. The chapel (1919), Carl Gustaf Laurin, A survey of Swedish art (1923), America of the fifties. Letters of Fredrika Bremer (1924, ett urval ur Hemmen i den nya verlden med inledning och anmärkningar), samt Sweden and the American revolution (1926).